# Peraeospinosus mixtus
Peraeospinosus mixtus är en kräftdjursart som först beskrevs av Hansen 1913.  Peraeospinosus mixtus ingår i släktet Peraeospinosus och familjen Nototanaidae. Inga underarter finns listade i Catalogue of Life.